# Monica Ali
Monica Ali (ur. 20 października 1967 w Dhace) – brytyjska powieściopisarka pochodząca z Bangladeszu.

## Dzieła
- Brick Lane, 2003
- Alentejo Blue, 2006
- In the Kitchen, 2009
- Untold Story, 2011